# Kiikoinens kyrkoby
Kiikoinens kyrkoby (finska: Kiikoisten kirkonkylä) är en tätort (finska: taajama) i Sastamala stad (kommun) i landskapet Birkaland i Finland. Fram till 2012 var Kiikoinens kyrkoby centralorten för kommunen med samma namn. Vid tätortsavgränsningen den 31 december 2021 hade Kiikoinens kyrkoby 519 invånare och omfattade en landareal av 3,29 kvadratkilometer.